# Geriefter Weich-Täubling
Der Geriefte Weich-Täubling oder Bunte Fichten-Täubling (Russula nauseosa) ist ein Pilz aus der Familie der Täublingsverwandten. Es handelt sich um einen kleinen, zerbrechlichen Täubling mit einem stark gerieften Hut, dessen Farbe zwischen rosaviolett, purpurbraun oder grünlich schwankt. Der milde, aber wenig angenehm schmeckende Pilz hat gelbe Lamellen, ein ockergelbes bis dotter-oranges Sporenpulver und kommt überwiegend in Bergnadelwäldern vor. Der mit Abstand wichtigste Wirtsbaum des Mykorrhizapilzes ist die Fichte. Die Art ist weit verbreitet, kommt aber nur im Bergland häufiger vor.

## Merkmale

### Makroskopische Merkmale
Der Hut ist 3–5 (7) cm breit, dünn, jung flach buckelig, später niedergedrückt bis trichterförmig. Die Hutfarbe variiert sehr stark. Der Pilz kann rosaviolett bis purpurbraun, aber auch gelbgrünlich bis oliv gefärbt sein. Die Mitte ist gewöhnlich bräunlich oder oliv gefärbt und meist dunkler, als der oft schon jung höckerig geriefte Rand. Die Huthaut ist kahl, am Rande matt und nur zur Mitte hin klebrig glänzend. Sie ist weit, fast ganz abziehbar.
Die Lamellen sind angeheftet, bauchig und stehen zumindest im Alter ziemlich entfernt. Sie sind jung cremefarben, später lebhaft gelb bis schmutzig ocker gefärbt.
Das Sporenpulver ist gelb bis ockergelb (IVb nach Romagnesi).
Der weißliche Stiel ist 1,5–4 cm lang und 0,6 cm dick. Er ist zerbrechlich, fein gerieft und im Alter gräulich geädert. Er kann auch von der Basis aus ocker fleckig werden. Das Stielfleisch ist jung voll, aber mürbe und wird schnell schwammig. Im Alter ist der Stiel oft hohl.
Das Fleisch ist weiß und schmeckt unangenehm und im ersten Moment ziemlich scharf. Junge Lamellen können manchmal auch deutlich scharf schmecken. Der Geruch ist schwach oder variabel und nur schwer zu beschreiben. Er ist unangenehm, schwach säuerlich bis leicht fruchtig. Angeblich riecht er ähnlich wie der Gemeine Weiß-Täubling oder der Birnen-Stäubling. Das Hutfleisch verfärbt sich mit Eisensulfat hellrosa, mit Guajak blaugrün und mit Phenol weinrot.

### Mikroskopische Merkmale
Die Sporen sind rundlich bis elliptisch und messen 7,2–9,7 × 6,1–7,9 µm. Der Q-Wert (Quotient aus Sporenlänge und -breite) ist 1,1–1,3. Das Ornament wird 1,0 (1,2) µm hoch und besteht aus dicken, dornigen Warzen, die mehrheitlich isoliert stehen und nur vereinzelt miteinander verbunden sind. Die viersporigen Basidien sind keulig bis bauchig und messen 35–50 × 11–15 µm. Neben den Basidien findet man nicht allzu zahlreich spindelige, 50–70 µm hohe und 9–12 µm breite Pleurozystiden und auf den Lamellenschneiden spindelige und an der Spitze oft eingeschnürte Cheilozystiden. Diese können an ihrer Spitze teilweise ein Anhängsel tragen und messen 35–62 × 7–9 µm. Der Inhalt der Zystiden färbt sich in Sulfobenzaldehyd schwach grauschwarz an.
Die Huthaut besteht aus zylindrischen, teilweise etwas knorrigen, haarartigen Hyphen, die sich zur Spitze hin verjüngen oder schwach keulig-kopfige Enden haben. Sie sind 2–3,5 µm breit und teilweise verzweigt und septiert. Zwischen den Hyphen findet man zylindrische bis keulige und meist septierte Pileozystiden, die 3–9 µm breit sind und sich ebenfalls mit Sulfobenzaldehyd anfärben.

## Artabgrenzung
Da der Hut des Gerieften Weich-Täublings sehr unterschiedlich gefärbt sein kann, gibt es eine ganze Reihe von Täublingen, die an vergleichbaren Standorten wachsen und sehr ähnliche Fruchtkörper ausbilden können. Zu ihnen gehören der Hohlstielige Täubling (Russula cavipes), der Milde Wachs-Täubling (Russula puellaris) oder der Jodoform-Täubling (Russula turci). Das Fleisch des Hohlstieligen Täublings hat einen deutlich scharfen Geschmack und verfärbt sich mit KOH rosarot, eine Reaktion, die sonst nur noch beim Zitronenblättrigen Täubling (Russula sardonia) vorkommt. Die beiden anderen Arten haben ebenfalls mildes Fleisch, doch der Jodoform-Täubling ist gut an seinem Jodoformgeruch zu erkennen und weist zudem in seiner Huthaut Primordialhyphen auf und der Milde Wachs-Täubling hat stark gilbendes Fleisch und ein deutlich helleres Sporenpulver.
Sehr viel schwerer zu unterscheiden sind der Kiefern-Weich-Täubling (Russula cessans) und der Lärchen-Weich-Täubling (Russula laricina), beides zwei sehr nahe verwandte Arten. Im Gegensatz zum Gerieften Weich-Täubling, der in aller Regel an Fichten gebunden ist, findet man den Kiefern-Weichtäubling auf sauren, trockenen bis mäßig frischen Böden bei Kiefern. Außerdem erscheinen seine Fruchtkörper deutlich später im Jahr. Eine sichere Unterscheidung ist nur mit dem Mikroskop möglich. Der Kiefern-Weich-Täubling hat mehr gratig bis netzig ornamentierte Sporen und seine halbrunden Warzen werden maximal 1 µm hoch. Der Geriefte Weich-Täubling hat isoliert stehende Stacheln, die deutlich über 1 µm lang werden. Der Lärchen-Weich-Täubling hingegen hat ein mehr oder weniger gratiges, oft perlschnurartiges, aber niemals netziges Sporenornament, zudem sind seine Sporen etwas kleiner. Die in Deutschland sehr seltene Art wächst an ähnlichen Standorten, meist aber bei Lärchen.

## Ökologie
Der Täubling ist wie alle Täublinge ein Mykorrhizapilz, der vor allem mit Fichten eine symbiotische Partnerschaft eingeht. Selten können auch Tannen oder andere Nadelbäume als Wirte dienen.
Der Täubling kommt in Fichten-Buchen, Fichten-Tannen- und Fichtenwäldern sowie in Fichtenforsten vor. Gelegentlich kann man ihn auch in Auenwäldern, an Rändern von Flachmooren oder an Waldwegen finden. Der Täubling mag frische bis feuchte, schwach saure bis alkalische Böden. Die Art ist relativ stickstofftolerant.
Die Fruchtkörper erscheinen relativ früh, schon ab Juni kann man sie im Nadelstreu, Moos oder in lückigem Gras finden. Sie wachsen bis in den November hinein.

## Verbreitung

Europäische Länder mit Fundnachweisen des Gerieften Weich-Täublings.
Legende:
Länder mit Fundmeldungen
Länder ohne Nachweise
keine Daten
außereuropäische Länder

Der Geriefte Weich-Täubling ist über fast drei Klimazone hinweg verbreitet. Man findet ihn von der submeridionalen Klimazone, mit Mittelmeerklima bis in die boreale, mit kühl gemäßigtem Klima. Er ist in Nordasien (Kaukasus, Sibirien, Russland-Fernost) und Europa verbreitet.
In Deutschland ist die Art im nördlichen Flachland und im Oberrheinischen Tiefland selten, im Hügelland zerstreut und im Bergland mäßig bis lokal stark verbreitet. In der Schweiz, Österreich und Liechtenstein ist der Geriefte Weich-Täubling in montanen Fichtenwäldern recht häufig. In Österreich findet man den Täubling maximal bis in 2000 m Höhe und in Liechtenstein zwischen 700 und 1800 m, in der Schweiz liegt der höchstgelegene Fundort auf 2180 m Höhe und im Südtirol wurde er in einer Höhe von ca. 1500 m. ü. M. nachgewiesen.

## Systematik

### Infragenerische Systematik
Der Geriefte Weich-Täubling ist die Typart der Untersektion Laricinae, die der Sektion Tenellae untergeordnet ist. Die Vertreter der Untersektion sind kleine bis mittelgroße Täublinge, die meist rötliche bis violett gefärbte Hüte, gelbes Sporenpulver und milden bis leicht schärflichen Geschmack haben. Alle Arten gehen ausschließlich mit Nadelbäumen eine Symbiose ein.

### Formen und Varietäten
Da der Geriefte Weich-Täubling sehr variabel gefärbt sein kann, verwundert es nicht, dass zahlreiche Formen und Varietäten beschrieben wurden. Laut G.J. Krieglsteiner sind diese aber ohne systematische Relevanz.
| Varietät                         | Autor                       | Beschreibung                                                                                |
| -------------------------------- | --------------------------- | ------------------------------------------------------------------------------------------- |
| Russula nauseosa var. albida     | Singer                      | Fast wie der Typus, aber die Hutfarbe ist fast ganz weiß.                                   |
| Russula nauseosa var. flavida    | Cooke                       | Fast wie der Typus, aber mit gelblich olivfarbenem Hut.                                     |
| Russula nauseosa f. xanthophaea  | (Boud.) Singer              | Fast wie der Typus, aber mit braunem Hut oder oliv- oder sepiabraun mit dunklerer Hutmitte. |
| Russula nauseosa var. striatella | Jul.Schäff. ex Moënne-Locc. | Fast wie der Typus, aber mit heller gefärbtem Hut und stark gerieftem Hutrand.              |

## Bedeutung
Der Geriefte Reif-Täubling gilt als essbar, ist allerdings minderwertig. Wenn Nomen Omen sind, sollte man besser die Finger von diesem Pilz lassen, denn nauseosa bedeutet übersetzt übelkeiterregend.